# Cattedrale di Nostra Signora Regina del Mondo (Cabinda)
La cattedrale di Nostra Signora Regina del Mondo (in portoghese: Sé Catedral de Nossa Senhora Rainha do Mundo) si trova a Cabinda, in Angola ed è la cattedrale per la diocesi di Cabinda. La chiesa sorge nella zona centrale della città, in Avenida Almirante Gago Coutinho.

## Storia e descrizione
La cattedrale è stata edificata a metà del XX secolo e mostra uno stile neoclassico di ispirazione medievale visibile nel sesto acuto all'ingresso. La facciata è dominata da un timpano rettilineo sormontato da una croce latina. Il campanile laterale è sormontato da una cuspide piramidale.